# Stigmatomma silvestrii
Stigmatomma silvestrii es una especie de hormiga del género Stigmatomma, familia Formicidae. Fue descrita científicamente por Wheeler en 1928.
Se distribuye por China, Japón y Corea del Sur. Se ha encontrado a elevaciones de hasta 1000 metros. Vive en microhábitats como la madera podrida.